# 澳門足球代表隊
澳門足球代表隊（葡萄牙語：Selecção Macaense de Futebol）是澳門的官方男子足球代表隊，由澳門足球總會管理。

## 歷史
1999年以前，澳門代表葡萄牙的屬地，參與國際賽事。葡萄牙將澳門的主權交給中華人民共和國後，澳門為中華人民共和國的一個特別行政區，而其足球代表隊為根據《澳門基本法》和「一國兩制」下，准許擁有獨立的體育代表隊。
在由澳門體育局及澳門體育週報合辦的「2017澳門傑出運動員」選舉中，2016年勇奪「首屆亞足聯團結盃」亞軍的澳門足球代表隊，首度獲得「傑出運動組合」獎項。

### 2019年出賽風波
2019年6月8日，澳門足總宣布基於安全理由，拒絕派隊赴斯里蘭卡出戰2022年世界盃亞洲區外圍賽首圈次回合。然而，此舉卻惹來球員反對，四十八名各級球員聯署表明，若最終未能參賽，將不再代表澳門。
6月8日，3名澳門足球代表隊球員林毅東、張海山、何文輝聯同前代表隊球員梁嘉恆及議員蘇嘉豪召開記者會，促請足總允許球隊赴賽。林毅東強調，球隊24名球員上下一心，為夢想十分渴望出席次回合比賽；他不諱言表示，球員願意簽署文件，證明即使有生命危險或財政上的損失，也願意赴賽。出席的代表隊球員均表示，若足總真的放棄此次機會，他們對未來澳門足球發展也感到絕望，將退出代表隊。 
澳門代表隊隊長艾美達在6月12日以個人名義，致函國際足協及亞洲足協，表達球隊對出賽的渴望，並要求兩機構代澳門隊安排世界盃亞洲區外圍賽預賽次回合賽事重賽，期望事件能有轉機。
國際足協在6月27日公布處分，澳門隊除被判與斯里蘭卡的賽事輸0：3之外，同時亦遭罰款1萬瑞士法郎。 社會文化司司長譚俊榮表示，在7月1日收到體育局呈交澳門足總有關基於安全理由，不派代表隊到斯里蘭卡參與世界盃外圍賽的報告。體育局分析了事件，尊重澳門足總的決定；至於國際足協對澳門足總的罰款，因為相關支出並不屬於受資助範圍，故由足總自行負責。

### 疫情過後
2023年3月26日，經過長達三年的間隔，澳門足球代表隊終於再次回到主場迎戰新加坡足球代表隊；這場比賽，標誌著自COVID-19疫情爆發以來，首次與外隊展開比賽。

## 世界盃成績
| 1930年 | 沒有參與   | 沒有參與 | 沒有參與 | 沒有參與 | 沒有參與 | 沒有參與 | 沒有參與 |      |      |
| 1934年 | 沒有參與   | 沒有參與 | 沒有參與 | 沒有參與 | 沒有參與 | 沒有參與 | 沒有參與 |      |      |
| 1938年 | 沒有參與   | 沒有參與 | 沒有參與 | 沒有參與 | 沒有參與 | 沒有參與 | 沒有參與 |      |      |
| 1950年 | 沒有參與   | 沒有參與 | 沒有參與 | 沒有參與 | 沒有參與 | 沒有參與 | 沒有參與 |      |      |
| 1954年 | 沒有參與   | 沒有參與 | 沒有參與 | 沒有參與 | 沒有參與 | 沒有參與 | 沒有參與 |      |      |
| 1958年 | 沒有參與   | 沒有參與 | 沒有參與 | 沒有參與 | 沒有參與 | 沒有參與 | 沒有參與 |      |      |
| 1962年 | 沒有參與   | 沒有參與 | 沒有參與 | 沒有參與 | 沒有參與 | 沒有參與 | 沒有參與 |      |      |
| 1966年 | 沒有參與   | 沒有參與 | 沒有參與 | 沒有參與 | 沒有參與 | 沒有參與 | 沒有參與 |      |      |
| 1970年 | 沒有參與   | 沒有參與 | 沒有參與 | 沒有參與 | 沒有參與 | 沒有參與 | 沒有參與 |      |      |
| 1974年 | 沒有參與   | 沒有參與 | 沒有參與 | 沒有參與 | 沒有參與 | 沒有參與 | 沒有參與 |      |      |
| 1978年 | 沒有參與   | 沒有參與 | 沒有參與 | 沒有參與 | 沒有參與 | 沒有參與 | 沒有參與 |      |      |
| 1982年 | 外圍賽出局 | 2        | 0        | 0        | 2        | 0        | 6        |      |      |
| 1986年 | 外圍賽出局 | 6        | 2        | 0        | 4        | 4        | 15       |      |      |
| 1990年 | 沒有參與   | 沒有參與 | 沒有參與 | 沒有參與 | 沒有參與 | 沒有參與 | 沒有參與 |      |      |
| 1994年 | 外圍賽出局 | 6        | 0        | 0        | 6        | 1        | 46       |      |      |
| 1998年 | 外圍賽出局 | 6        | 1        | 1        | 4        | 3        | 28       |      |      |
| 2002年 | 外圍賽出局 | 6        | 0        | 0        | 6        | 2        | 31       |      |      |
| 2006年 | 外圍賽出局 | 2        | 0        | 0        | 2        | 1        | 6        |      |      |
| 2010年 | 外圍賽出局 | 2        | 0        | 0        | 2        | 2        | 13       |      |      |
| 2014年 | 外圍賽出局 | 2        | 0        | 0        | 2        | 1        | 13       |      |      |
| 2018年 | 外圍賽出局 | 2        | 0        | 1        | 1        | 1        | 4        |      |      |
| 2022年 | 外圍賽出局 | 2        | 1        | 0        | 1        | 1        | 3        |      |      |
| 2026   | 外圍賽出局 | 2        | 0        | 1        | 1        | 1        | 5        |      |      |
| 2030   | 待定       | 待定     | 待定     | 待定     | 待定     | 待定     | 待定     | 待定 | 待定 |
| 2034   | 待定       | 待定     | 待定     | 待定     | 待定     | 待定     | 待定     | 待定 | 待定 |
| 2038   | 待定       | 待定     | 待定     | 待定     | 待定     | 待定     | 待定     | 待定 | 待定 |
| 總結   | –          | 39       | 4        | 3        | 32       | 17       | 173      |      |      |

## 亞洲盃成績
| 亞洲盃 | 亞洲盃             | 亞洲盃             | 亞洲盃             | 亞洲盃             | 亞洲盃             | 亞洲盃             | 亞洲盃             |              | 外圍賽       | 外圍賽       | 外圍賽       | 外圍賽       | 外圍賽       | 外圍賽       |
| 年度   | 參賽成績           | 場數               | 勝                 | 和                 | 負                 | 得球               | 失球               | 場數         | 勝           | 和           | 負           | 得球         | 失球         |              |
| ------ | ------------------ | ------------------ | ------------------ | ------------------ | ------------------ | ------------------ | ------------------ | ------------ | ------------ | ------------ | ------------ | ------------ | ------------ | ------------ |
| 1956   | 沒有參賽           | 沒有參賽           | 沒有參賽           | 沒有參賽           | 沒有參賽           | 沒有參賽           | 沒有參賽           | 沒有參賽     | 沒有參賽     | 沒有參賽     | 沒有參賽     | 沒有參賽     | 沒有參賽     | 沒有參賽     |
| 1960   | 沒有參賽           | 沒有參賽           | 沒有參賽           | 沒有參賽           | 沒有參賽           | 沒有參賽           | 沒有參賽           | 沒有參賽     | 沒有參賽     | 沒有參賽     | 沒有參賽     | 沒有參賽     | 沒有參賽     | 沒有參賽     |
| 1964   | 沒有參賽           | 沒有參賽           | 沒有參賽           | 沒有參賽           | 沒有參賽           | 沒有參賽           | 沒有參賽           | 沒有參賽     | 沒有參賽     | 沒有參賽     | 沒有參賽     | 沒有參賽     | 沒有參賽     | 沒有參賽     |
| 1968   | 沒有參賽           | 沒有參賽           | 沒有參賽           | 沒有參賽           | 沒有參賽           | 沒有參賽           | 沒有參賽           | 沒有參賽     | 沒有參賽     | 沒有參賽     | 沒有參賽     | 沒有參賽     | 沒有參賽     | 沒有參賽     |
| 1972   | 沒有參賽           | 沒有參賽           | 沒有參賽           | 沒有參賽           | 沒有參賽           | 沒有參賽           | 沒有參賽           | 沒有參賽     | 沒有參賽     | 沒有參賽     | 沒有參賽     | 沒有參賽     | 沒有參賽     | 沒有參賽     |
| 1976   | 沒有參賽           | 沒有參賽           | 沒有參賽           | 沒有參賽           | 沒有參賽           | 沒有參賽           | 沒有參賽           | 沒有參賽     | 沒有參賽     | 沒有參賽     | 沒有參賽     | 沒有參賽     | 沒有參賽     | 沒有參賽     |
| 1980   | 外圍賽首圈出局     | 外圍賽首圈出局     | 外圍賽首圈出局     | 外圍賽首圈出局     | 外圍賽首圈出局     | 外圍賽首圈出局     | 外圍賽首圈出局     | 3            | 1            | 0            | 2            | 4            | 7            |              |
| 1984   | 沒有參賽           | 沒有參賽           | 沒有參賽           | 沒有參賽           | 沒有參賽           | 沒有參賽           | 沒有參賽           | 沒有參賽     | 沒有參賽     | 沒有參賽     | 沒有參賽     | 沒有參賽     | 沒有參賽     | 沒有參賽     |
| 1988   | 沒有參賽           | 沒有參賽           | 沒有參賽           | 沒有參賽           | 沒有參賽           | 沒有參賽           | 沒有參賽           | 沒有參賽     | 沒有參賽     | 沒有參賽     | 沒有參賽     | 沒有參賽     | 沒有參賽     | 沒有參賽     |
| 1992   | 外圍賽首圈出局     | 外圍賽首圈出局     | 外圍賽首圈出局     | 外圍賽首圈出局     | 外圍賽首圈出局     | 外圍賽首圈出局     | 外圍賽首圈出局     | 3            | 1            | 1            | 1            | 4            | 4            |              |
| 1996   | 外圍賽首圈出局     | 外圍賽首圈出局     | 外圍賽首圈出局     | 外圍賽首圈出局     | 外圍賽首圈出局     | 外圍賽首圈出局     | 外圍賽首圈出局     | 3            | 1            | 0            | 2            | 7            | 12           |              |
| 2000   | 外圍賽首圈出局     | 外圍賽首圈出局     | 外圍賽首圈出局     | 外圍賽首圈出局     | 外圍賽首圈出局     | 外圍賽首圈出局     | 外圍賽首圈出局     | 3            | 1            | 0            | 2            | 1            | 4            |              |
| 2004   | 外圍賽首圈出局     | 外圍賽首圈出局     | 外圍賽首圈出局     | 外圍賽首圈出局     | 外圍賽首圈出局     | 外圍賽首圈出局     | 外圍賽首圈出局     | 2            | 0            | 0            | 2            | 0            | 5            |              |
| 2007   | 沒有參賽           | 沒有參賽           | 沒有參賽           | 沒有參賽           | 沒有參賽           | 沒有參賽           | 沒有參賽           | 沒有參賽     | 沒有參賽     | 沒有參賽     | 沒有參賽     | 沒有參賽     | 沒有參賽     | 沒有參賽     |
| 2011   | 外圍賽首圈出局     | 外圍賽首圈出局     | 外圍賽首圈出局     | 外圍賽首圈出局     | 外圍賽首圈出局     | 外圍賽首圈出局     | 外圍賽首圈出局     | 亞足聯挑戰盃 | 亞足聯挑戰盃 | 亞足聯挑戰盃 | 亞足聯挑戰盃 | 亞足聯挑戰盃 | 亞足聯挑戰盃 | 亞足聯挑戰盃 |
| 2015   | 外圍賽首圈出局     | 外圍賽首圈出局     | 外圍賽首圈出局     | 外圍賽首圈出局     | 外圍賽首圈出局     | 外圍賽首圈出局     | 外圍賽首圈出局     | 亞足聯挑戰盃 | 亞足聯挑戰盃 | 亞足聯挑戰盃 | 亞足聯挑戰盃 | 亞足聯挑戰盃 | 亞足聯挑戰盃 | 亞足聯挑戰盃 |
| 2019   | 外圍賽首圈出局     | 外圍賽首圈出局     | 外圍賽首圈出局     | 外圍賽首圈出局     | 外圍賽首圈出局     | 外圍賽首圈出局     | 外圍賽首圈出局     | 8            | 0            | 1            | 7            | 5            | 20           |              |
| 2023   | 外圍賽首圈出局     | 外圍賽首圈出局     | 外圍賽首圈出局     | 外圍賽首圈出局     | 外圍賽首圈出局     | 外圍賽首圈出局     | 外圍賽首圈出局     | 2            | 1            | 0            | 1            | 1            | 3            |              |
| 2027   | 外圍賽附加賽圈出局 | 外圍賽附加賽圈出局 | 外圍賽附加賽圈出局 | 外圍賽附加賽圈出局 | 外圍賽附加賽圈出局 | 外圍賽附加賽圈出局 | 外圍賽附加賽圈出局 | 4            | 0            | 0            | 4            | 1            | 9            |              |
| 合計   | –                  | 0/19               | –                  | –                  | –                  | –                  | –                  | 28           | 5            | 2            | 21           | 23           | 64           |              |

## 亞足聯挑戰盃成績
- 2006年 - 2014年 外圍賽出局

## 東亞錦標賽成績
- 2003年 - 外圍賽第三名
- 2005年 - 外圍賽第六名
- 2008年 - 第二圈外圍賽第四名
- 2010年 - 第一圈外圍賽第三名
- 2013年 - 第一圈外圍賽第二名
- 2015年 - 第一圈外圍賽第二名
- 2017年 - 第一圈外圍賽第三名
- 2019年 - 第一圈外圍賽第三名
- 2025年 - 外圍賽出局

## 亞足聯團結盃足球賽
- 2016年 - 亞軍
- 2020年 - 取消

## 歷屆球衣

### 贊助商
| 贊助商 | 時期                  |
| ------ | --------------------- |
| Adidas | 1993年5月至2004年12月 |
| 銳克   | 2005年1月至2014年12月 |
| Nike   | 2015年1月至2024年8月  |
| Adidas | 2024年9月至今         |

主場
| 1997–2015 | 2015– |

作客
| 1997–2015 | 2015– |

## 近期國際A級賽事紀錄及預定賽事
| 未進行 | 勝出 | 賽和 | 落敗 |

### 2017年
| 2017年3月28日 亞洲盃 |              | 1-0  | 澳門 | 斯巴達體育場 , 吉爾吉斯                |
| 20:30 UTC+6          | Baimatov 70" | 報告 |      | 入場人數： 10,600 ： Masoud Tufayelieh |

| 2017年6月13日 亞洲盃 | 澳門 | 0-4  | 緬甸                                             | 奧林匹克體育中心-運動場, 澳門 |
| 19:30 UTC+8          |      | 報告 | Sithu Aung 4" 62" Kyaw Ko Ko 30" Min Min Thu 74" | 入場人數： 1,200 ： 金大勇    |

| 2017年9月2日 友誼賽 | 香港                                      | 4-0  | 澳門 | 深水埗運動場, 香港         |
| 15:00 UTC+8         | 劉浩霖 2" 陸志豪 6" 林學曦 10" 林學曦 17" | 報告 |      | 入場人數： 1,245 ： 陸建燊 |

| 2017年9月5日 亞洲盃 | 澳門 | 0-2  | 印度                                | 奧林匹克體育中心-運動場, 澳門                    |
| 20:00 UTC+8         |      | 報告 | Balwant Singh 57" Balwant Singh 82" | 入場人數： 1,000 ： Ahmed Faisal Mohammad Al Ali |

| 2017年10月2日 友誼賽 | 澳門                             | 3-1  |              | 奧林匹克體育中心-運動場, 澳門         |
| 19:30 UTC+8          | 哥爾斯 71" 哥爾斯 73" 艾美達 82" | 報告 | Phathana 56" | 入場人數： 100 ： Nivon Robesh Gamini |

| 2017年10月10日 亞洲盃 | 印度                                                       | 4-1 | 澳門       | 鹽湖球場，印度                        |
| 18:30 UTC+5:30        | Phathana 28" Chhetri 60" 林嘉誠(o.g.) 70" Lalpekhlua 90+2" |     | 艾美達 37" | 入場人數： 4,113 ： Yaqoob abdui baki |

| 2017年11月14日 亞洲盃 | 澳門                             | 3-4 |                                                       | 奧林匹克體育中心-運動場, 澳門 |
| 20:00 UTC+8           | 陳百全 72" 艾美達 79" 哥爾斯 87" |     | Zemlianukhin 25" Lux 36" Zemlianukhin 55" Murzaev 84" | 入場人數： 353 ： Vo Minh Tri |

### 2018年
| 2018年3月22日 友誼賽 | 澳門 | 0-1 | 模里西斯 | 澳門運動場, 澳門                     |
| 20:00 UTC+8          |      |     | Bru 19"  | 入場人數： 80 ： Nivon Robesh Gamini |

| 2018年3月27日 亞洲盃 | 緬甸        | 1-0 | 澳門 | 吐温那運動場, 緬甸              |
| 18:00 UTC+6:30       | Kyi Lin 76" |     |      | 入場人數： 4,638 ： Minoru Tojo |

| 2018年8月29日 友誼賽 | 澳門       | 1-4 | 所罗门群岛                            | 澳門運動場, 澳門      |
| 20:00 UTC+8          | 林嘉誠 77" |     | Molea 39" kaua 47" Hou 51" Totori 61" | 入場人數： 80 ： 陳駿 |

| 2018年9月2日 東亞盃 | 蒙古国                                                     | 4-1 | 澳門       | MFF足球中心, 蒙古          |
| 17:00 UTC+8         | Seo-Od Yanjiv 40" Sundorj 45" Baljinnyam 74" Naranbold 83" |     | 哥爾斯 48" | 入場人數： 1,654 ： 金佑星 |

| 2018年9月4日 東亞盃 | 澳門                  | 2-0 | 關島 | MFF足球中心, 蒙古        |
| 13:00 UTC+8         | 林嘉誠 14" 梁嘉恆 78" |     |      | 入場人數： 106 ： 高榮芳 |

| 2018年9月6日 東亞盃 |             | 1-1 | 澳門       | MFF足球中心, 蒙古       |
| 13:00 UTC+8         | Tenorio 33" |     | 梁嘉恆 20" | 入場人數： 17 ： 陸建燊 |

| 2018年10月13日 友誼賽 | 澳門       | 1-6 | 香港                                                                    | 蓮峰球場, 澳門 |
| 16:00 UTC+8           | 梁嘉恆 28" |     | 羅振庭 18" 陳廣豪 27" 勞烈斯 32" 李嘉豪(o.g.) 69" 余煒廉 79" 鄭兆均 90" |                |

### 2019年
| 2019年6月6日 世界盃外圍賽 | 澳門       | 1-0 | 斯里蘭卡 | 珠海運動場, 中國         |
| 19:30 UTC+8               | 杜蘭迪 52" |     |          | 入場人數： 901 ： 金大勇 |

| 2019年6月11日 世界盃外圍賽 | 斯里蘭卡 | 3-0 | 澳門 | Sugathadasa Stadium, 斯里蘭卡      |
| 15:30 UTC+5:30             |          |     |      | 入場人數： 0 ： Carymyrat Kurbanow |

### 2023年
| 2023年3月26日 友誼賽 | 澳門 | 0-1  | 新加坡       | 澳門運動場, 澳門           |
| 19:30 UTC+8          |      | 报告 | - 陳漢偉 66' | 入場人數： 1,000 ： 譚炳煥 |

| 2023年6月19日 友誼賽 | 澳門 | 0-2  | 緬甸                                         | 大連運動場, 中國     |
| 17:00 UTC+8          |      | 报告 | - Lwin Moe Aung 23' - Maung Maung Lwin 90+4' | 入場人數： 0 ： 傅明 |

| 2023年9月6日 友誼賽 | 澳門 | 0-1 | 不丹                             | 澳門運動場, 澳門 |
| 19:30 UTC+8         |      |     | - Creating Tsheltrim Namgyel 42' | ： 胡春星        |

| 2023年9月11日 友誼賽 | 柬埔寨                                                           | 4–0 | 澳門 | 金邊，柬埔寨                                    |
| 19:00 UTC+7          | - Sieng Chanthea 19', 21' - Soeuy Visal 40' - Reung Bunheing 79' |     |      | 場館： 金邊國家奧林匹克體育場 入場人數： 30,000 |

| 2023年10月12日 世界盃外圍賽亞洲區 | 緬甸                                                               | 5–1  | 澳門         | 仰光，緬甸                                               |
| 16:00 UTC+6:30                    | - 倫莫昂 39', 90+5' - 索莫覺 62' - 安光文 81' - 內·莫伊·尼恩 90+1' | 報告 | - 艾美達 55' | 場館： 杜瓦納體育場 入場人數： 6,213 ： Pranjal Banerjee |

| 2023年10月17日 世界盃外圍賽亞洲區 | 澳門 | 0–0  | 緬甸 | 氹仔，澳門                                                           |
| 19:30 UTC+8                       |      | 報告 |      | 場館： 奧林匹克體育中心-運動場 入場人數： 2,187 ： Salim Al-Majarafi |

### 2024年
| 2024年3月20日 熱身賽 | 澳門 | 0–0  | 南區 | 澳門半島          |
| 19:30 UTC+8          |      | 報告 |      | 場館： 蓮峰運動場 |

| 2024年6月9日 熱身賽 | FUTURO | 2–0 | 澳門 | 高雄市            |
| 15:30 UTC+8         |        |     |      | 場館： 楠梓足球場 |

| 2024年8月25日 熱身賽 | 澳門 | v | 標準流浪 | 澳門 |

| 2024年9月6日 2027年亞足聯亞洲盃外圍賽 – 附加賽圈 |                                               | 3–0  | 澳門 | 斯里巴加灣, 汶萊                                                           |
| 21:00 UTC+8                                      | - Hakeme S. 32' - Nazry A. 56' - Hariz H. 61' | 報告 |      | 場館： 哈桑納爾·博爾基亞國家體育場 入場人數： 3,794 ： Crystal John (印度) |

| 2024年9月10日 2027年亞足聯亞洲盃外圍賽 – 附加賽圈 | 澳門 | 0–1  |                 | 氹仔, 澳門                                                                              |
| 19:30 UTC+8                                       |      | 報告 | Azwan A. R. 10' | 場館： 奧林匹克體育中心-運動場 入場人數： 1,368 ： Nurzatbek Abdıkadırov (吉爾吉斯斯坦) |

| 2024年12月14日 2025年東亞足球錦標賽外圍賽 | 澳門 | 1–2  | 關島 | 九龍, 香港                                             |
| 14:00                                     |      | 報告 |      | 場館： 啟德青年運動場 入場人數： 534 ： 譚炳煥（香港） |

### 2025年
| 2025年3月19日 友誼賽 | 香港                      | 2–0  | 澳門 | 九龍, 香港                                           |
| 20:00 UTC+8          | - 鐘樂安 27' - 李小恆 40' | 報告 |      | 場館： 旺角大球場 入場人數： 5,464 ： 黄玉河（越南） |

## 職球員名單

### 教練團
| 領隊：       | 黃有明        |
| 主教練：     | 郭嘉諾        |
| 助理教練：   | 蔡成章 羅維加 |
| 守門員教練： | 黎栢勇        |
| 體能教練：   | 蔡振賢        |

### 球員名單
以下球員入選2025東亞盃外圍賽。
| 姓名   | 出生日期（年龄） | 所在俱乐部  | 出场 | 进球 |
| 門將   |                  |             |      |      |
| 何文輝 | 1993年6月13日    | 澳科精英    | 43   | 0    |
| 羅詠豪 | 1996年1月31日    | 青鋒        | 3    | 0    |
| 李華仕 | 2000年8月21日    | 少將        | 1    | 0    |
| 後衛   |                  |             |      |      |
| 高俊   | 1990年3月29日    | 賓菲加      | 9    | 0    |
| 陳敏   | 1993年10月4日    | 賓菲加      | 31   | 2    |
| 梁臻杰 | 2005年8月16日    | 永義地產    | 1    | 0    |
| 林永乾 | 2006年4月17日    | 少將        | 2    | 0    |
| 吳鏵昇 | 1999年8月2日     | 佳聯元朗    | 13   | 0    |
| 吳驊璟 | 1999年8月2日     | 澳科精英    | 11   | 0    |
| 葉陽   | 1999年4月3日     | 澳科精英    | 3    | 0    |
| 張浩賢 | 2002年8月25日    | 賓菲加      | 3    | 0    |
| 中場   |                  |             |      |      |
| 甘致豪 | 1995年4月4日     | 賓菲加      | 19   | 0    |
| 李智朗 | 1997年11月22日   | Barreirense | 7    | 0    |
| 徐峻峰 | 1999年2月6日     | 澳科精英    | 5    | 0    |
| 李政霖 | 2005年1月24日    | 澳科精英    | 6    | 1    |
| 林嘉誠 | 1994年5月28日    | 澳科精英    | 27   | 3    |
| 張海山 | 1998年6月28日    | 少將        | 18   | 0    |
| 何子楓 | 1994年9月30日    | 澳科精英    | 20   | 0    |
| 楊力衡 | 2003年11月11日   | 澳門大學    | 3    | 0    |
| 前鋒   |                  |             |      |      |
| 彭梓亨 | 1993年9月3日     | 澳科精英    | 32   | 0    |
| 何嘉誠 | 1993年10月21日   | 嘉華        | 6    | 0    |
| 梁智誠 | 2000年6月3日     | 澳科精英    | 10   | 0    |
| 施浩弦 | 2004年10月21日   | 澳門大學    | 2    | 0    |

### 近期球員名單
以下球員曾經於過去12個月獲徵召。

## 著名球員
- 翁偉國
- 小耶穌
- 馮滿
- 陳達燊
- 林家駒
- 譚又新
- 官也
- 伍雲龍
- 沈基
- 鄭俊文
- 朱漢明
- 陳健星
- 謝智民
- 張結樑
- 易劍鵬
- 李富榮
- 張哲源
- 鄭正揚
- 鍾冠勤
- 郭兆天
- 程家偉
- 莫健鋒
- 莫海鋒
- 蘇輝煌
- 羅維加
- 黃華麟
- 李錦鴻
- 路易士
- 梁嘉恒
- 陳敏
- 何文輝
- 艾美達
- 哥爾斯
- 艾加·特謝拉

## 部份曾執教澳門的教練
- 梁健波
- 上田榮治（2000年至2002年）
- 今井雅隆（2003年至2004年）
- 顧振光（2005年）
- 影山雅永（2006年至2007年）
- 梁帥榮（2008年至2014年）
- 譚又新（2015年至2017年）
- 陳曉明（2017年至2018年）
- 奧利華拉（2023年至2024年）
- 郭嘉諾（2024年至）

## 外部連結
- 澳門足球總會 Macau Football Association （页面存档备份，存于）
- 澳門男子足球代表隊情報 （页面存档备份，存于） 東亞足球協會.